# モルガルテンの戦い
モルガルテンの戦い（Battle of Morgarten）は、1315年11月15日に起こった。原初同盟の1500名の軍隊は スイスのモルガルテン峠近くの エーゲリ湖の湖畔で神聖ローマ帝国のオーストリア公国軍兵士の一団を待ち伏せした。オーストリア軍を破ったスイス軍は ヴェルナー・シュタウファッハに率いられており、 オーストリア軍はレオポルト1世公に指揮されていた。スイスの勝利は現在のスイスの中核を形成する永続的な永久盟約を固めることとなった。

## 背景
13世紀末にかけてハプスブルク家は、イタリアへの最短経路である ゴッタルド峠周辺地帯を支配していた。しかし、ウーリ州、シュヴィーツ州とウンターヴァルデン州は1291年に永久盟約を結び、神聖ローマ帝国内部での地方自治権を前ハプスブルクの皇帝から認可され帝国直属身分となっていた。後に神聖ローマ皇帝となるヴィッテルスバッハ家のルートヴィヒ4世とハプスブルク家のフリードリヒ美王が互いに皇帝への戴冠を主張していた1314年には、ハプスブルク家と永久盟約同盟の間の緊張が高まっていた。アイトゲノッセンシャフト（スイス連邦）はハプスブルク家が同名の土地を併合することを恐れ、ルートヴィヒ4世を支持していた。その土地は13世紀末にもハプスブルク家が併合を図っていた。牧草地への経路を巡る紛争の結果、ハプスブルクの防衛するアインジーデルン修道院をシュヴィーツ連盟が襲撃したことで全面戦争となった。

## 戦闘
フリードリヒの弟のオーストリア公レオポルドは小規模の騎士を含む大軍を率いて反乱軍に激突した。彼はエーゲリ湖（Ägerisee、Äegen湖やAegeri湖とも記載する）とモルガルテン峠経由で南側から不意打ちをかけることを計画し、完全勝利を目論んでいた。オーストリア軍の戦力は、ヨハネス・フォン・ヴィンタートゥール（Johannes von Winterthur）の戦闘に関する年代記（現在では不正確な値と信じられているが）では2万、スイスの教育者ルドルフ・ハンハルト（Rudolf Hanhart）は9000名、歴史家ハンス・デルブリュックは2000名から3000名とし中核はよく訓練され装備万端の騎士であるとしている。
シュヴィーツ同盟軍は、彼らの自律を恐れていたウーリ同盟に支援されていたが、一方ウンターヴァルデンは、彼らが砦を構築していたアース村近郊の西側から敵軍が攻撃して来ることを予測していて、ウーリとシュヴィーツの支援はしていなかった。同盟軍の規模は1,500名から3,000－4,000名と議論がある。 同盟軍の規模に関わらず、同盟軍の装備は、訓練され装備もよいハプスブルク軍より不足していた。1852年にTait's Edinburgh Magazineに掲載された伝説では、ハプスブルク騎士ヘンリー・ヒューネンベルク（Henry Huenenberg）は、彼の軍の優勢を認識していて、"暴動"に対する勝利は不名誉だと懸念していて、騎士道の行いからしても、同盟軍の陣地へ矢を放つことで合図を送り、オーストリア軍が11月15日にモルガルテンを通って進軍して故郷に戻ることを伝えた。
これに応じて同盟軍は道路を遮断して準備し、エーゲリ湖とモルガルテン峠の間の狭い、湿地と急斜面の間ので待ち構えた。同盟が岩や丸太やハルバードで攻撃してきた時、オーストリアの騎士は防ぐ場所もなく、砕け散った。一方後方にいた歩兵はツーク市へと逃げ込んだ。ハプスブルク軍の兵士約1,500名がこの戦闘で殺された。カール・フォン・エルガー (Karl von Elgger) によれば、同盟軍は騎士との戦闘の習慣に疎く、逃げることのできない人々や撤退中の兵士を容赦なく虐殺した。スイス軍の残虐さに戦うよりも湖に身を投げることを選んだ兵士もいたという。

## 戦術革命
ブリタニカ百科事典の記事 "軍事技術・歩兵革命　1200–1500年（Military technology § The infantry revolution, c. 1200–1500）"にて、ジョン・ギルマーティン（John Guilmartin）は次のように述べている。
[ひとつの]重要で永続的な発見はスイス[における戦い]でなされた。[彼らは]装甲をつけていない兵士が持つ7フィート（2.14m）のハルバードが、装甲をつけた 重騎兵(中世)を打ちのめすことができることを学んだ。先端が小さくとがった18フィートのパイクが彼らのハルバードの一部の代替として著しく適していることも学んだ。  もはや騎士の槍は届くことがなく、どのような騎士軍よりもより強い結束力を発揮し、スイス軍は、装甲をつけていようといまいと、数で圧倒することで、直ぐに装甲重騎兵打ち破ることができるようになった。パイクを用いた集団戦術隊形の発明により、スイスは近代歩兵部隊のモデルとなった。

## その後

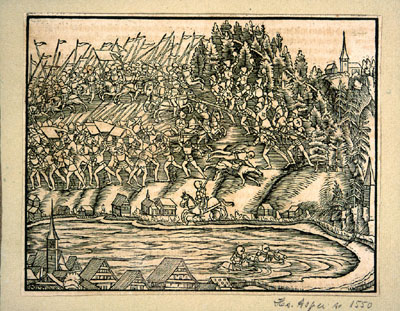
Illustration from the Schweizer Chronik of Johannes Stumpf of 1547

戦闘の一月後の1315年12月、1291年の同盟の誓いを更新し、同盟は、原初同盟の発展 (スイス)の時代に入った。1316年3月、皇帝ルートヴィヒ4世は森林州の特権と権利を確認した。しかしレオポルトは、同盟に対してもうひとつの攻撃を準備していた。これに呼応してスイス軍はベルナー・オーバーラントに進軍してハプスブルクの領地の一部とウンターヴァルデンを攻撃した。どちらの側も勝利することはできず、1318年に孤立した森林州はハプスブルクと10ヶ月の和平交渉を行い、それは数度にわたって延長された。1323年までに森林州は ベルンと同盟を結び、シュヴィーツはハプスブルクからの防衛のためにグラールス州との同盟に署名した。40年のうちに、ルツェルン、ツーク、チューリヒなどの諸都市が同盟に参加した。同盟の勝利は仮想的な自治をもたらし、1386年のゼンパハの戦いまでハプスブルクとの間に平和をもたらした。

## 関連文献
- DeVries, Kelly (1996). Infantry Warfare in the Early Fourteenth Century: Discipline, Tactics, and Technology. Boydell & Brewer Ltd. pp. 188–89
- McCrackan, William Denison (1901). The rise of the Swiss republic: a history. H. Holt. pp. 123–28
- Magill, Frank N. Great Events from History: Ancient and The medieval Series, Volume 3:951–1500 (1972), pp 1603–1607, historiography